# دالاس روبنسون
دالاس روبنسون (بالإنجليزية: Dallas Robinson)‏ هو متزلج جماعي أمريكي، ولد في 30 مارس 1982 في وينترهافن في الولايات المتحدة.

## وصلات خارجية
- دالاس روبنسون على موقع الاتحاد الدولي لألعاب القوى (الإنجليزية)
- دالاس روبنسون على موقع IBSF (الإنجليزية)
- دالاس روبنسون على موقع اللجنة الأولمبية الدولية (الإنجليزية)
- دالاس روبنسون على موقع أوليمبيديا (الإنجليزية)
- دالاس روبنسون على موقع اللجنة الأولمبية والبارالمبية الأمريكية (الإنجليزية)